# Mario Mitaj
Mario Mitaj, né le 6 août 2003 à Athènes en Grèce, est un footballeur international albanais qui évolue au poste d'arrière gauche au Ittihad Club.

## Biographie

### En club
Né à Athènes en Grèce de parents albanais, Mario Mitaj est formé par l'un des clubs de sa ville natale, l'AEK Athènes. Le 12 août 2020, Mitaj signe son premier contrat professionnel et intègre l'équipe première. Il joue son premier match en professionnel le 18 octobre 2020, lors d'une rencontre de championnat contre le PAOK Salonique. Il est titularisé au poste d'arrière gauche dans une défense à cinq et les deux équipes se neutralisent (1-1 score final).
Le 2 février 2021, il signe un nouveau contrat, jusqu'en 2023.
Le 27 août 2022, Mario Mitaj rejoint la Russie afin de s'engager en faveur du Lokomotiv Moscou. Il signe un contrat de cinq ans, soit jusqu'en juin 2027.

### En équipe nationale
Mario Mitaj honore sa première sélection avec l'équipe nationale d'Albanie le 31 mars 2021 contre Saint-Marin. Il entre en jeu et son équipe s'impose par deux buts à zéro.
Il est retenu dans la liste des 26 joueurs albanais du sélectionneur Sylvinho pour participer à l'Euro 2024.